# Уилям Килинг
Уилям Килинг (на английски: William Keeling) (1578 - 1620) е английски морски капитан. Той е капитан на кораба „Сусан“ ("Susan") по време на второто пътешествие на Британската източноиндийска компания през 1604 г. и е командвал кораба „Червен дракон“ ("Red Dragon") по време на третото пътешествие през 1607 г.
През 1609 г. в източната част на Индийския океан открива Кокосовите острови (Cocos (Keeling) Islands 12º07` ю.ш., 96º54` и.д.) на път за вкъщи от Ява към Англия. Островите са наречени на негово име по-късно.
Оцелял е откъс от дневника на Килинг, където той описва участието си в Хамлет на Шекспир, представено на борда на кораба през 1607-1608 г. Известно време, след като е бил открит оцелелият фрагмент, са се появили съмнения, че е бил фалшифициран, но в днешно време е възприет за достоверен.